# U-721
Unterseeboot 721 foi um submarino alemão do Tipo VIIC, pertencente a Kriegsmarine que atuou durante a Segunda Guerra Mundial.

## Comandantes
| Comandante             | Data                                           |
| ---------------------- | ---------------------------------------------- |
| Otto Wollschläger      | 8 de novembro de 1943 - 17 de dezembro de 1944 |
| Oblt. Ludwig Fabricius | 18 de dezembro de 1944 - 4 de maio de 1945     |

## Subordinação
Durante o seu tempo de serviço, esteve subordinado às seguintes flotilhas:
| Período                                          | Flotilha                                      |
| ------------------------------------------------ | --------------------------------------------- |
| 28 de setembro de 1943 - 28 de fevereiro de 1945 | 22. Unterseebootsflottille (submarino escola) |
| 1 de março de 1945 - 4 de maio de 1945           | 31. Unterseebootsflottille (treinamento)      |